# Леонтьева, Татьяна Александровна
Татьяна Александровна Леонтьева (ок. 1885, Петербург — 1922, Швейцария) — российская террористка, участница революционного движения в Российской Империи, в 1906 году убившая в Интерлакене Шарля Мюллера, принятого ею по ошибке за бывшего министра внутренних дел Петра Дурново.

## Биография
Татьяна Леонтьева родилась около 1885 года в богатой семье якутского вице-губернатора, генерала Александра Леонтьева, по матери была аристократкой. Получала образование в институте благородных девиц. Воспитывалась в пансионе в Лозанне, в 1903—1904 годах там же училась на медицинском факультете.
В Швейцарии сблизилась с революционно настроенными студентами и прониклась идеями политического террора. Вступила в партию социалистов-революционеров и стала активисткой Боевой организации эсеров. Аристократическое происхождение позволяло ей быть представленной ко двору, и террористы использовали это обстоятельство, планируя покушения с её участием. Например, предполагалось, что Леонтьева, представившись продавщицей цветов, во время одного из придворных балов выстрелом из револьвера убьет Николая II, тем самым отомстив ему за Кровавое воскресение. Однако осуществлению этого плана помешало то, что с началом Первой русской революции царские балы были прекращены.
Весной 1905 года Леонтьевой через её дядю должны были передать чемодан с динамитом и составными частями бомб, однако полиция досмотрела его и арестовала адресата. Несколько месяцев она пробыла в одиночном заключении в Петропавловской крепости, после чего у неё стали появляться признаки душевного нездоровья. Семья девушки добилась её освобождения из-под стражи для помещения в лечебницу. Татьяну отправили в Швейцарию, но там она снова вступила в сношения со своими товарищами-революционерами. Она обратилась в Боевую организацию эсеров лично к Борису Савинкову с просьбой позволить ей участвовать в терроре, однако тот отказал ей, посоветовав сперва успокоиться и поправить здоровье. Восприняв его отказ крайне болезненно, Леонтьева решила примкнуть к другой террористической группе.

### Убийство Мюллера
Из газеты «Русское слово», 3 сентября (21 августа) 1906 года:
ИНТЕРЛАКЕН, 20,VIII- 2,XI. В гостинице Юнгфрау вчера в полдень за табль-д’отом русская дама, лет 22-х смертельно ранила несколькими выстрелами из револьвера Шарля Мюллера, парижского рантье, 73-х лет. Раненый скончался через час. Дама тотчас же была арестована. На следствии она показала, что ей было поручено убить бывшего министра Дурново, и отказалась от всяких дальнейших показаний.
«Русское слово», 15 (02) сентября 1906 года:
ЛОЗАННА, 1(14), XI. Полиция установила личность женщины, убившей в Интерлакене г. Мюллера, предъявив её фотографию некоторым здешним коммерсантам, которые узнали в ней бывшую здешнюю студентку. Произведенным расследованием установлено, что она Татьяна Леонтьева, уроженка Петербурга. Она летом 1903 г. и зимой 1903 и 1904 г. числилась студенткой медицинского факультета Лозаннского университета. Сообщают, что Леонтьева уже год тому назад была замешана в одном политическом деле.
В мемуарах начальника охранного отделения А. В. Герасимова эта история рассказывается следующим образом: 
Жертвой убийства стал семидесятилетний Шарль Мюллер, рантье из Парижа и крупный миллионер. По свидетельствам современником, он был внешне похож на министра внутренних дел Дурново, на которого революционеры давно пытались устроить покушение. К тому же Дурново в своих заграничных поездках для конспирации пользовался фамилией Мюллер. Шарль Мюллер каждое лето приезжал в Интерлакен для лечения, и поселился в том же отеле «Юнгфрау», что и Татьяна Леонтьева. Девушка несколько дней наблюдала за ним, обедая с ним в одном зале, а 1 сентября 1906 года встала из-за своего столика, подошла вплотную к Мюллеру и сделала несколько выстрелов из браунинга. Уже после первого старик упал на пол, и через несколько минут скончался.
В марте 1907 года Татьяна Леонтьева была приговорена Тунским судом к тюремному заключению.
Из газеты «Утро России», 19 (06) августа 1910 года:
Из Берна телеграфируют: Срок наказания Татьяны Леонтьевой заканчивается 28 сентября. В силу приговора, по отбытии наказания она должна быть выслана за пределы Швейцарии, но правительство решило, в виду её болезни, оставить её в том же доме для умалишённых, в котором она находится теперь. Родители её, живущие в Берне, обязались платить за её содержание.
Умерла в 1922 году в психиатрической больнице в городе Мюнзинген (Münsingen). Отец остался в Швейцарии и умер в 1952 году.